# Berezivka
Berezivka (tiếng Ukraina: Березівка) là một thành phố của Ukraina. Thành phố này thuộc tỉnh Odessa. Thành phố này có diện tích ? km2, dân số theo điều tra dân số năm 2001 là 9481 người.